# Plagiogramma frater
Plagiogramma frater är en skalbaggsart som först beskrevs av Sylvain Auguste de Marseul 1854.  Plagiogramma frater ingår i släktet Plagiogramma och familjen stumpbaggar. Inga underarter finns listade i Catalogue of Life.